# Glaucium acutidentatum
Glaucium acutidentatum är en vallmoväxtart som beskrevs av Heinrich Carl Haussknecht och Bornm.. Glaucium acutidentatum ingår i Hornvallmosläktet som ingår i familjen vallmoväxter. Inga underarter finns listade i Catalogue of Life.